# José Ángel Divassón Cilveti

Bischofswappen von José Ángel Divassón Cilveti

José Ángel Divassón Cilveti SDB (* 23. April 1939 in Artajona) ist ein spanischer römisch-katholischer Ordensgeistlicher und emeritierter Apostolischer Vikar von Puerto Ayacucho.

## Leben
José Ángel Divassón Cilveti trat in die Ordensgemeinschaft der Salesianer Don Boscos ein und empfing am 11. Februar 1965 das Sakrament der Priesterweihe.
Am 23. Februar 1996 ernannte ihn Papst Johannes Paul II. zum Titularbischof von Bamaccora und zum Apostolischen Vikar von Puerto Ayacucho. Der Erzbischof von Caracas, Antonio Ignacio Velasco García SDB, spendete ihm am 4. Mai desselben Jahres die Bischofsweihe; Mitkonsekratoren waren der Erzbischof von Maracaibo, Ramón Ovidio Pérez Morales, und der Bischof von Maracay, José Vicente Henríquez Andueza SDB.
Papst Franziskus nahm am 14. Oktober 2015 seinen altersbedingten Rücktritt an.